# Сіланіон

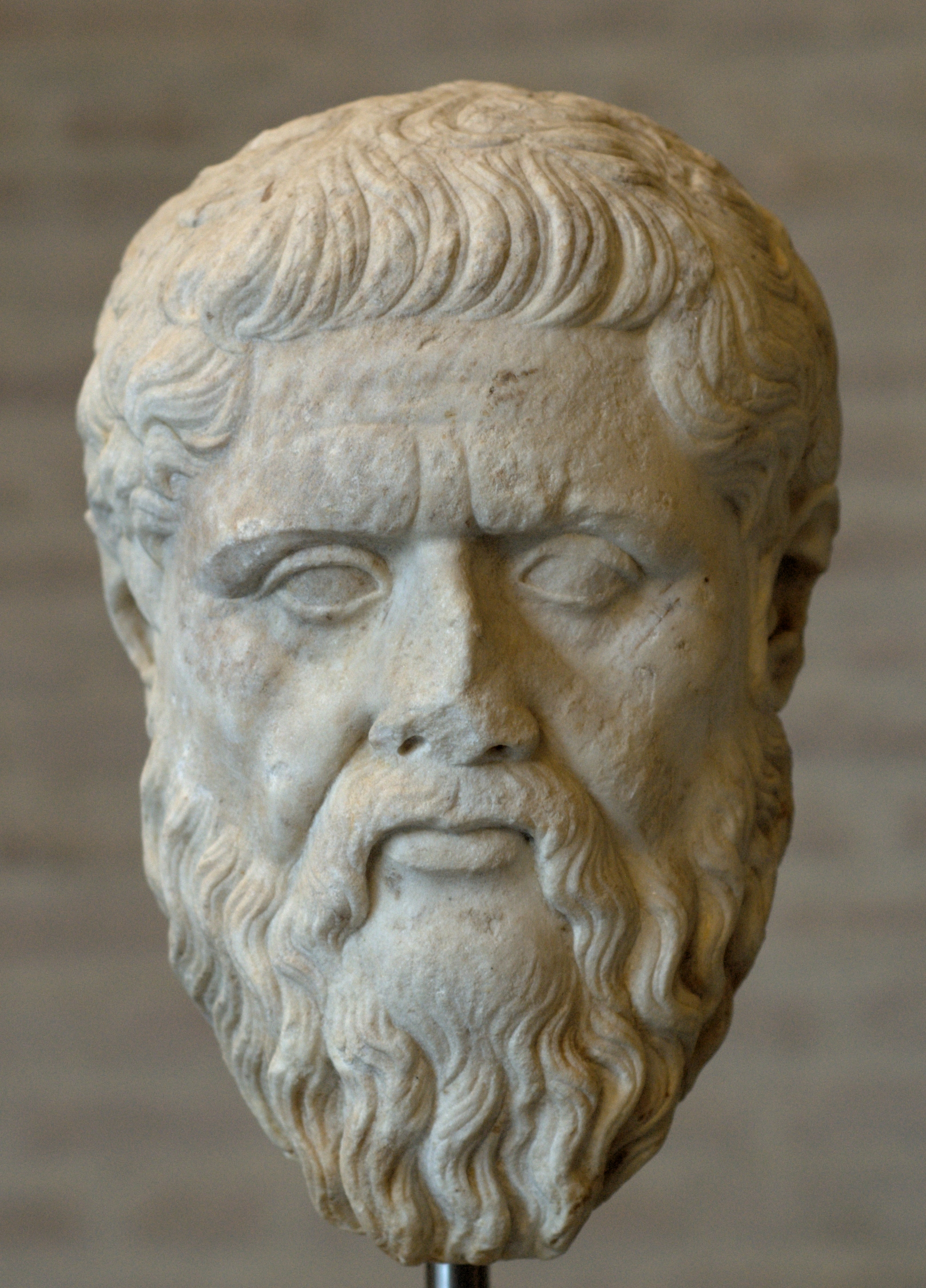
Платон, римська копія Сіланіонової роботи (Гліптотека, Мюнхен)

Сіланіон (дав.-гр. Σιλανίων) — афінський бронзовий скульптор IV століття до н.е.
Згідно з Плінієм Старшим, апогеєм його творчості слід вважати 328–325 рр. до р.х. Імовірно самовчений, він створив статую Ахіллеса, Тесея і Епікаста, а також три статуї атлетів — переможців Олімпійських ігор, котрі були встановлені в священній рощі в Олімпі.
Скульптор відзначався вмінням браво зобразити характеристику людей, котрих мав відтворити, включаючи в скульптуру фізичні й психологічні фактори живовзіра під час створення робіт. Портрети поетів Сапфо і Корінни, скульптора Аполлодора і філософа Платона збереглися в письмовому вигляді. Сіланіє також склав трактат по композиційним питанням. 
Лишень статуя Платона, яка була зведена в Академії, однак не збереглася, може бути приписана йому з повною впевненістю. Шістнадцять римських копій голови, що збереглися, сходять до цієї статуї. Найкращою з, вважається копія Гліптотеки в Мюнхені, а інший основний тип копії перебуває у володінні Музеїв Ватикану. Водночас, ідентифікація портретів Сапфо та Корінни і Аполлодора, серед інших, заперечується.